# Розвозін
Розвозін (пол. Rozwozin) — село в Польщі, у гміні Журомін Журомінського повіту Мазовецького воєводства.
Населення — 271 особа (2011).
У 1975-1998 роках село належало до Цехановського воєводства.

## Демографія
Демографічна структура станом на 31 березня 2011 року:
|          | Загалом | Допрацездатний вік | Працездатний вік | Постпрацездатний вік |
| -------- | ------- | ------------------ | ---------------- | -------------------- |
| Чоловіки | 124     | 30                 | 82               | 12                   |
| Жінки    | 147     | 42                 | 76               | 29                   |
| Разом    | 271     | 72                 | 158              | 41                   |